# دايفيد لوبيز
دايفيد لوبيز (بالإسبانية: David López Silva) (9 أكتوبر 1989 برشلونة إسبانيا - ) هو لاعب كرة قدم إسباني يلعب كلاعب وسط.

## روابط خارجية
- دايفيد لوبيز على موقع الاتحاد الأوربي (الإنجليزية)
- دايفيد لوبيز على موقع قاعدة بيانات كرة القدم.إي يو (الإنجليزية)
- دايفيد لوبيز على موقع Soccerbase.com (لاعب) (الإنجليزية)
- دايفيد لوبيز على موقع Soccerway.com (الإنجليزية)
- دايفيد لوبيز على موقع عالم كرة القدم.نت (الإنجليزية)
- دايفيد لوبيز على موقع AS.com (الإسبانية)